# Thomas Seguin
 (juin 2023).
Thomas Seguin, né le 21 avril 1980, est un sociologue français.

## Ses études et sa carrière universitaire
Il est spécialisé dans le courant de pensée du postmodernisme auquel il a consacré plusieurs ouvrages sur ses dimensions culturelle, politique et écologique. Titulaire d'un doctorat en sociologie politique à l'Université Paul-Valéry-Montpellier, il est également diplômé de l'Institut d'études européennes de Bruxelles et de l'Institut d'études politiques de Grenoble. 
En tant qu'enseignant, il a travaillé dans différentes universités françaises dont l'Université de Dijon et l'Université de Saint-Etienne, ainsi qu'au lycée Saint-Paul Forez de Montbrison. Il a par ailleurs aussi enseigné à l’étranger en coopération à l'Université Galatasaray d'Istanbul. 

## Ses travaux
Ses travaux portent sur les représentations véhiculées dans les théories postmodernes, en particulier sur la manière dont elles renouvellent la conception de la modernité et de sa pratique. Plus récemment, ses recherches se sont concentrés sur la transition énergétique et le développement d’une pensée pluridisciplinaire de l’énergétique sociale.

## Biographie
Après ses études secondaires, il intègre Sciences Po Grenoble en 1998. Au cours de son cursus, il effectua une année d'échange Erasmus à l'Université de Warwick au Royaume-Uni au sein du département politique et relations internationales. Il est diplômé en 2002 dans la section politique et économie sociale. 
Son mémoire de fin d’études «Une expertise plurinationale au service de la Commission européenne: la cellule de prospective face à la démocratisation du projet européen», sera réalisé sous la direction d'Olivier Ihl et de Philippe Veitl. La Cellule de prospective était un organe de prospective au sein du Secrétariat général de la Commission européenne. Cette équipe réfléchissait aux futurs possibles de l'Union européenne et publia un rapport sur la Gouvernance démocratique, ainsi que Scénarios Europe 2010 issu d'une réflexion transversale entre unités administratives.
En 2003, il obtient un Master à l'Institut d’études européennes de l'Université libre de Bruxelles sur les dimensions internes des politiques européennes. Sous la direction du directeur de l'Institut Paul Magnette, il rédigea un mémoire « De l'origine des Communautés à la Convention sur l’avenir de l'Union. Problèmes et enjeux de la participation de la société civile à la gouvernance européenne» sur l’inclusion de la société civile dans le fonctionnement des institutions européennes et notamment lors de la Convention établissant le projet de Constitution européenne. À la suite de cette formation à Bruxelles, il fut stagiaire Livre Bleu  à la Commission européenne de 2003 à 2004 au sein de la Direction de l'Emploi et des Affaires Sociales, dans le domaine de la formation. 
Durant l’année 2005, il débute sa thèse sur les perspectives politiques du postmodernisme en philosophie politique à l’École des hautes études en sciences sociales au Centre d'études sociologiques et politiques Raymond Aron, sous la direction de François Azouvi. Le doctorat sera finalement soutenu en 2010, dans le champ de la Sociologie à l’Université Paul-Valéry-de-Montpellier, sous la direction de Patrick Tacussel, avec pour titre: L'imaginaire politique postmoderne. Généalogie du contemporain.

## Travaux
Les travaux de Thomas Seguin s’articulent autour de trois grands thèmes de recherche: la pensée postmoderne, la sociologie de la nature et l'énergétique sociale contemporaine.

### Pensée postmoderne
Tout d'abord, il s'intéresse à la manière dont la pensée postmoderne permet de reconceptualiser la société et ses modes de fonctionnement. Son livre Le postmodernisme, Une utopie moderne, publié en 2012, examine le postmodernisme comme un phénomène culturel en étudiant ses origines. Ce courant de pensée trouve ses racines à la fois dans une critique de la philosophie moderne  et dans l’émergence de la physique quantique. Il prend aussi sa source en rapport à l’histoire des avant-gardes artistiques et dans une remise en cause de l'architecture moderne. Il explore surtout la façon dont le postmodernisme recombine les éléments d’une modernité alternative qui a été jugée secondaire dans l'histoire. Il montre comment cette pensée, loin d’être anti-moderne, doit être compris comme une forme de prolongement d’une certaine utopie moderne.
Dans un autre ouvrage La politique postmoderne, il étudie les grandes transformations politique, sociale et économique liées à l’émergence de la condition postmoderne. Le livre décrit les implications pratiques du postmodernisme en politique, en discutant la nature des Nouveaux mouvements sociaux, les valeurs du post-matérialisme et la manière dont les politiques postmodernes peuvent être comprises à travers la notion de gouvernementalité. Il analyse également la manière dont le postmodernisme politique interroge les fondations de la politique moderne que sont la conception linéaire du progrès, la primauté de la raison et la notion d'universalité. Répondant aux critiques adressées à l’approche politique de ce mouvement, Seguin soutient que le postmodernisme constitue potentiellement une force positive en politique, en encourageant la reconnaissance de la diversité culturelle et en favorisant la participation politique.

### Sociologie de la Nature
La sociologie de la nature est un autre domaine de recherche de Thomas Seguin. Ses travaux traitent des relations entre les êtres humains et la nature, ainsi que des enjeux écologiques de notre époque. Pour lui, les représentations sociales de la nature sont indissociables des dynamiques sociales qui les produisent et les maintiennent. Ainsi, les différentes représentations de la nature sont liées à des visions du monde et des systèmes de valeurs spécifiques, qui sont eux-mêmes enracinés dans des contextes historiques, culturels et politiques particuliers. Ces représentations sociales de la nature ont des implications concrètes sur les politiques publiques du point de vue de la gestion de l'environnement et de la société. 
Son livre Politiques de la vie, la Nature au prisme du social détaille les différentes représentations de la nature dans la pensée occidentale, en particulier en ce qui concerne le concept de biopolitique  utilisé par Michel Foucault. La biopolitique est une forme de pouvoir qui vise à gérer et à contrôler les populations, en particulier en réglementant les corps et la santé. Cependant, Seguin considère les conditions par lesquelles la biopolitique puisse de manière positive promouvoir la vie.

### Énergétique sociale
Enfin, l'énergétique sociale contemporaine est un concept développé par Thomas Seguin. Cette approche repose sur l'idée que la société est animée par une énergie sociale qui circule entre les individus et les groupes, et qui peut être utilisée pour transformer les structures sociales existantes. Il s'agit d'une approche qui met l'accent sur l'importance de l’étude des interactions sociales dans la compréhension de la socialisation de l’énergie humaine.
Seguin s'appuie notamment sur les travaux antérieurs d'Ernest Solvay, chimiste et industriel belge, qui ont influencé la pensée sociologique naissante. Solvay a en effet développé une théorie de l'énergie qui visait à expliquer les phénomènes physiques, chimiques et biologiques en termes d'interactions énergétiques entre les molécules. Par un travail historique, Seguin analyse les écrits de Solvay pour montrer comment ce dernier a cherché à appliquer sa théorie de l'énergie à la société, en proposant une nouvelle conception de l'économie et de la société, fondée sur l'optimisation de la circulation de l'énergie sociale. 
Dans un article de 2018 écrit avec l'anthropologue Alexandru Balasescu, «Another economy: towards a cultural dialectics between energy and society», les deux auteurs parcourent les dynamiques culturelles qui sous-tendent la relation entre énergie et société. Ils affirment notamment que les systèmes énergétiques ne sont pas seulement des ensembles de technologies et d'infrastructures, mais aussi des constructions sociales et culturelles qui reflètent les valeurs, les normes et les croyances de la société. A travers une analyse critique de la notion d'économie, les auteurs avancent l'idée d'une «autre économie» qui bouscule les idées dominantes sur la production, la distribution et la consommation d'énergie. Ils soutiennent que cette économie alternative devrait être basée sur des principes de durabilité, de justice sociale et de participation citoyenne, et qu'elle devrait s'appuyer sur des pratiques énergétiques qui tiennent compte des contextes locaux, des besoins et des préférences des communautés.
Dans un autre article, «Ernest Solvay, Max Weber et l’énergie», écrit avec le sociologue et historien des sciences Marco Saraceno, les deux auteurs traitent des critiques élaborées par Max Weber à l’encontre de l’énergétique sociale d'Ernest Solvay en discutant des concepts de «puissance»  et de «valeur» pour envisager l'optimisation sociale de l'énergie humaine. Ils expliquent comment l'énergie est utilisée pour évaluer l'activité sociale et comment les activités énergétiques sont influencées par les valeurs sociales dans la pensée du mécène belge.
On peut dire que Seguin s'inscrit dans une certaine continuité avec la physique sociale d'Auguste Comte en cherchant à comprendre les dynamiques sociales à travers l'observation et la modélisation des flux d'énergie sociale. Il tente en effet d’appliquer les méthodes de la physique quantique à l'étude des phénomènes sociaux, tout en y apportant une réflexion épistémologique et herméneutique.
Seguin montre toutefois que cette énergie sociale présente un double visage dans l'histoire, alternant entre la créativité et la destruction. Elle favorise l'innovation, la créativité et la coopération, contribuant ainsi à la production de changements sociaux positifs. Néanmoins, si elle n'est pas appréhendée dans un cadre politique et sociologique progressiste, elle peut également engendrer des formes de domination, d'oppression et de conflits.

### Liste de publications
Livres
- Le postmodernisme: une utopie moderne, Paris, L'Harmattan, 2012[5]
- La politique postmoderne: généalogie du contemporain, Paris, L'Harmattan, 2012[6]
- Politiques de la vie, La Nature au prisme du social, Paris, L'Harmattan, 2017[7]

Principaux articles
- «L'énergétique sociale d’Ernest Solvay, l'avenir d’une idée?», in Frédéric Audren, Benoit Frydman (dir.), La naissance de l’Ecole de Bruxelles, Presses universitaires de Bruxelles, 2022.
- (Avec Balasescu A.), «Another economy: towards a cultural dialectics between energy and society», in Innovation : The European Journal of Social Science Research, published online, 5 august 2017
- «Autour d’une société des affects positifs», in Sciences & Bonheur [en ligne], coordonné par Gael Brulé, n°2, septembre 2017.
- (Avec Saraceno M.), «Ernest Solvay, Max Weber, l'énergie, les valeurs et le social. De l'évaluation énergétique de l'activité sociale aux valeurs sociales des activités énergétiques», in François Vatin (dir),L'Année Sociologique, Dossier "Le Social avant la Sociologie", coordonné par François Vatin, Volume 67, n°2, octobre 2017, pp. 453-480.
- «Aux origines de la sociologie, l’énergétique sociale d’Ernest Solvay», in Anamnèse, Revue scientifique de sciences humaines, n°10, 2015, pp. 49-62.